# آنتونی مورن (هنرپیشه)
آنتونی مورن (انگلیسی: Tony Moran؛ زادهٔ ۱۴ اوت ۱۹۵۷) یک هنرپیشه اهل ایالات متحده آمریکا است.